# Gypona validana
Gypona validana är en insektsart som beskrevs av Delong 1980. Gypona validana ingår i släktet Gypona och familjen dvärgstritar. Inga underarter finns listade i Catalogue of Life.